# Andrzej Strejlau
Andrzej Michał Strejlau (ur. 19 lutego 1940 w Warszawie) – polski piłkarz nożny i ręczny, trener obu dyscyplin, działacz sportowy i społeczny, komentator telewizyjny.
Jako zawodnik piłki nożnej rywalizował w zespołach warszawskich, głównie na poziomie trzeciej ligi (z krótkim epizodem w ekstraklasie), jako szczypiornista zaś przez kilka lat grał w pierwszej i drugiej lidze oraz reprezentował Polskę w międzypaństwowych spotkaniach piłki ręcznej odmiany 11-osobowej (trawiastej) oraz 7-osobowej (halowej). Trenował futbolistów w wielu klubach z Warszawy, najdłużej w Legii (1975–1979 i 1987–1989). Pracował też m.in. na Islandii, w Grecji i w Chinach. Przez wiele lat związany z Akademią Wychowania Fizycznego w Warszawie i Polskim Związkiem Piłki Nożnej. Jako trener–selekcjoner prowadził juniorską i młodzieżową reprezentację Polski.
W latach 1989–1993 pełnił funkcję selekcjonera reprezentacji Polski w piłce nożnej (w 1974 zastępował też na tym stanowisku Kazimierza Górskiego w trzech spotkaniach).
Po zakończeniu kariery trenerskiej został ekspertem i komentatorem spotkań piłkarskich w wielu stacjach telewizyjnych. Zajmował się też działalnością społeczną i – jako działacz – klubową i związkową, za którą był wielokrotnie nagradzany i odznaczany.

## Młodość i wykształcenie
Dziadkowie Strejlaua na przełomie XIX i XX wieku wyjechali z Mazowsza (ślub wzięli w Warszawie) do Mitawy w Kurlandii. Tam urodził się ojciec Andrzeja, Michał Strejlau. W drugiej dekadzie XX wieku rodzina opuściła Mitawę i niektórzy jej członkowie osiedli w Warszawie. Brat Michała, Ignacy Ludwik był żołnierzem Armii Krajowej (ps. „Maria”), walczył w powstaniu warszawskim, wraz ze swoim 17-letnim wówczas synem Jerzym, który zginął w sierpniu. Siostra Janina miała dwoje dzieci: śpiewaczkę operową Bognę Sokorską i malarza Janusza Kaczmarskiego, którego synem był bard Solidarności, poeta i pieśniarz Jacek Kaczmarski.
Andrzej był drugim dzieckiem Michała i Zofii z Kuczejewskich (mieli też o cztery lata starszą córkę Jolantę). Michał był pięściarzem Skry/Budowlanych Warszawa (waga piórkowa), później też trenerem bokserskim. Współpracował z Feliksem Stammem. Matka kilka miesięcy po narodzinach syna została aresztowana przez Niemców podczas ulicznej łapanki i osadzona w obozie koncentracyjnym Ravensbrück. Do domu wróciła po pięciu latach, już po zakończeniu wojny. Syn nie rozpoznał jej ani po twarzy, ani po figurze.
Jest absolwentem I Liceum Ogólnokształcącego im. Bolesława Limanowskiego w Warszawie (początkowo pod nazwą TPD nr 1) oraz Akademii Wychowania Fizycznego w Warszawie (1963). Po zakończeniu studiów podjął pracę naukową będąc nauczycielem akademickim i asystentem na tej uczelni.

## Kariera sportowa
W 1954 został członkiem juniorskiej drużyny piłki nożnej AZS-AWF Warszawa, której trenerem był Jerzy Talaga. Był bramkostrzelnym napastnikiem. W okresie szkolnym grał w koszykówkę (reprezentacja jego szkoły zdobyła w 1958 mistrzostwo miasta), był też bokserem (1 zwycięstwo – 1 porażka). Podczas studiów uprawiał piłkę ręczną (najpierw grał na kole, później na rozegraniu), występował w grającej w I i II lidze Varsovii i od 1960 w Warszawiance. W barwach tego drugiego klubu rywalizował w pierwszej lidze, był reprezentantem Polski w piłce ręcznej 11-osobowej oraz 7-osobowej (w tym juniorskiej i młodzieżowej). Jako piłkarz nożny był najskuteczniejszym zawodnikiem trzecioligowej akademickiej drużyny (33 gole w lidze). Karierę szczypiornisty zakończył w pierwszej połowie lat 60. XX wieku.
Od 15 lutego do 30 sierpnia 1964 był zawodnikiem pierwszoligowej piłkarskiej Gwardii Warszawa prowadzonej przez trenera Kazimierza Górskiego. W ekstraklasie zadebiutował 19 kwietnia w domowym meczu 18. kolejki sezonu 1963/64 z Polonią Bytom (2:0), zmieniając w przerwie Wiktora Troczyńskiego. Po raz drugi wystąpił w kończącej rozgrywki 26. kolejce (1:1 w Warszawie z ŁKS Łódź), rozgrywając tym razem całe spotkanie. Odszedł z klubu z powodu choroby kręgosłupa i groźby paraliżu.
W sezonie 1965/66, będąc trenerem trzecioligowego Hutnika Warszawa, zdobył w rozgrywkach mistrzowskich co najmniej trzy bramki. W 1966 grał krótko w rezerwach Legii Warszawa. W latach 70. XX wieku występował ponadto w reprezentacji oldbojów Warszawy.

## Kariera trenerska
W okresie gry w piłkę ręczną w pierwszoligowej Warszawiance przez pewien czas był jej grającym trenerem.
W styczniu 1963 został stypendystą PZPN, pierwszym w historii tej federacji. Po ukończeniu studiów pozostał na macierzystej uczelni, rozpoczynając pracę naukową na stanowisku asystenta w Katedrze Gier Zespołowych. Został też wtedy trenerem koordynatorem gier zespołowych w Warszawiance. Przez trzy miesiące był nauczycielem wychowania fizycznego w szkole podstawowej w Wólce Węglowej. Latem 1964 został trenerem występujących na czwartym poziomie rozgrywkowym piłkarzy HKS Warszawa (na początku 1965 klub ten zmienił nazwę na Hutnik). Zespół wygrał rozgrywki grupy II klasy A i awansował do ligi okręgowej Warszawskiego Okręgowego ZPN (trzeci poziom krajowy). Strejlau odszedł wówczas z klubu, lecz wrócił jako grający szkoleniowiec w kolejnym sezonie: hutnicy awansowali wówczas z przedostatniego, jedenastego miejsca na ósmą lokatę, lecz wskutek reorganizacji rozgrywek spadli na czwarty szczebel ligowy (nadal pod nazwą ligi okręgowej).

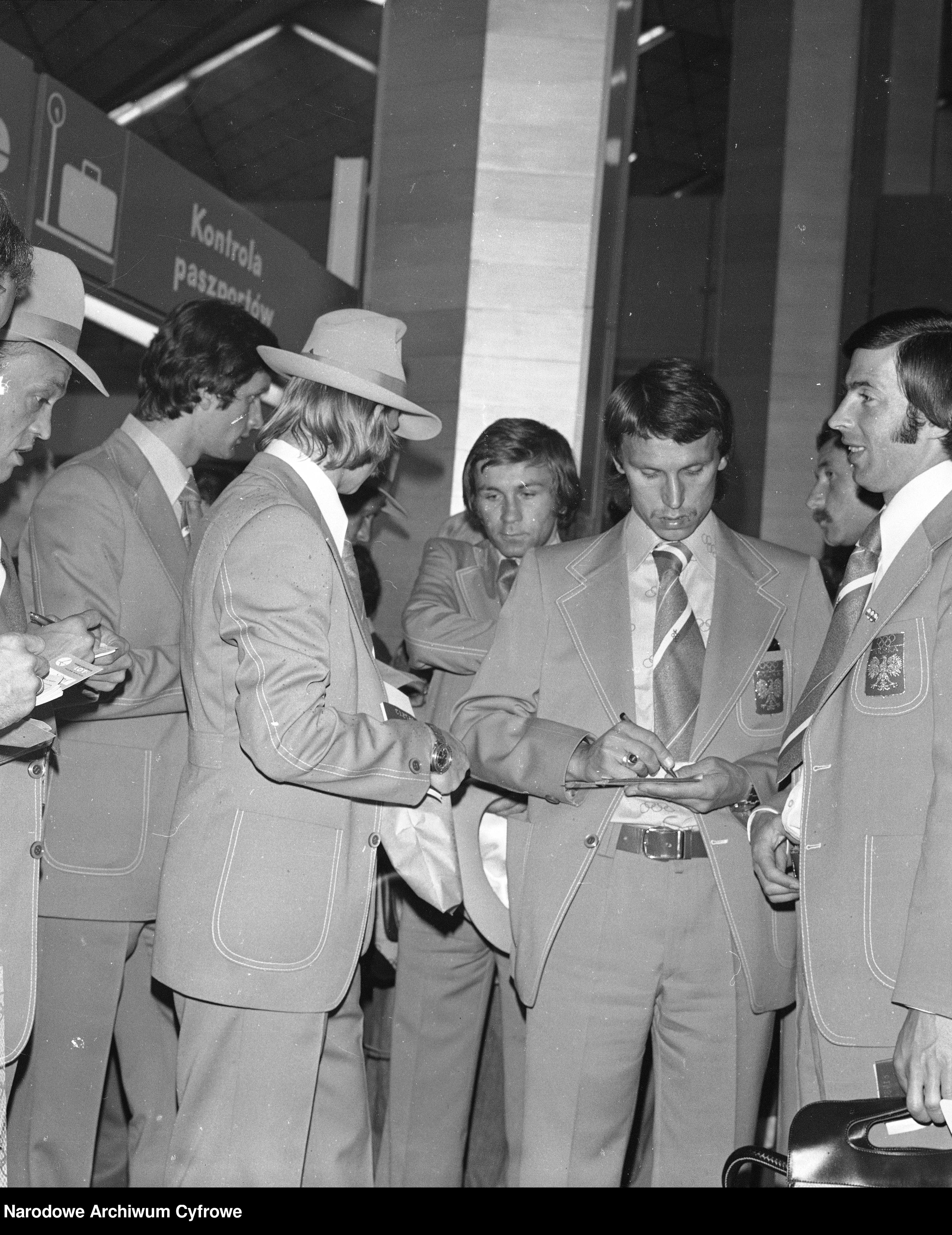
Ekipa piłkarska: 1 z lewej Andrzej Strejlau, 2 z lewej Władysław Żmuda, 1. z prawej Kazimierz Deyna, 3. z prawej Mirosław Bulzacki, na lotnisku Okęcie przed odlotem na igrzyska olimpijskie w Montrealu, lipiec 1976

### Reprezentacje narodowe
W 1965 i 1966 pomagał Kazimierzowi Górskiemu w prowadzeniu zajęć podczas centralnych obozów juniorskich odbywających się pod auspicjami krajowej federacji piłkarskiej. W 1965 jako stażysta PZPN współpracował z dorosłą kadrą podczas zgrupowania na obiektach warszawskiej AWF. W latach 1966–1968 trenował drużynę AZS-AWF Warszawa, z którą w 1967 awansował do III ligi i w kolejnym sezonie zajął w niej siódme miejsce.
Przy okazji spotkania reprezentacji Polski z NRD w 1966 (0:2) współpracował z trenerem Antonim Brzeżańczykiem (w selekcjonerskiej trójce byli wtedy Klemens Nowak, Brzeżańczyk i Górski). Z kolei w 1970 współpracował z
selekcjonerem Ryszardem Koncewiczem przy okazji gry z Albanią (3:0).
W 1968 został trenerem reprezentacji Polski juniorów młodszych, a potem starszych. W maju kolejnego roku jego podopieczni wzięli udział w rozgrywanym w Niemczech Wschodnich turnieju finałowym UEFA Youth Tournament Under 18, mającym rangę nieoficjalnych mistrzostw Europy. W fazie grupowej (1/4 finału) przegrali ze Szkocją 0:1, zremisowali z Jugosławią 0:0 i ulegli Austrii 0:3, zajmując ostatnie miejsce w grupie i odpadając z gry. W eliminacjach do kolejnej edycji Turnieju Młodzieżowego, rozgrywanych od listopada 1969 do kwietnia 1970 biało-czerwoni zostali wyprzedzeni przez ZSRR i Rumunię, zajęli w tabeli ostatnie miejsce i nie pojechali na mistrzostwa.
W 1970 Strejlau został selekcjonerem młodzieżowej reprezentacji Polski (U23). W latach 1970–1972 jego zespół brał udział w eliminacjach do mistrzostw Europy w tej kategorii wiekowej. Rywalizując w grupie z Niemcami Zachodnimi, Albanią i Turcją polski zespół zajął drugie miejsce i na tym zakończył rywalizację. W kolejnej edycji (1972–1974) biało-czerwoni wygrali grupę eliminacyjną przed Niemcami Zachodnimi i Danią (w wyjazdowym meczu w RFN Polacy przegrywali 0:2, aby ostatecznie zwyciężyć 3:2; rewanż zakończył się bezbramkowym remisem), awansując do rundy pucharowej. W ćwierćfinale wyeliminowali Bułgarię (2:1 na wyjeździe i 0:0 u siebie), w półfinale zaś odpadli z NRD (0:0 i 2:2).
Brał udział w przygotowaniach prowadzonej przez Górskiego reprezentacji A do eliminacji olimpijskich w pierwszej połowie 1972. Podczas igrzysk był pozasztabowym obserwatorem meczów grupowych rywali Polaków bez prawa wstępu do wioski olimpijskiej, a obserwacje przekazywał przez pośrednika. Po powrocie do kraju złożył w PZPN wymówienie, które nie zostało przyjęte. Ponownie współpracownikiem Górskiego w sztabie kadry był w latach 1974–1975 i 1976, w tym podczas mistrzostw świata 1974 i igrzysk olimpijskich 1976, gdzie Polacy zajmowali odpowiednio trzecie i drugie miejsce.
W kwietniu 1974 poprowadził w dwóch towarzyskim meczach w Port-au-Prince z Haiti (1:2 i 3:1) polską drużynę młodzieżową, która zgodnie z uzgodnieniami obu federacji wystąpiła pod szyldem pierwszej reprezentacji. Również w październiku tamtego roku, w zastępstwie i zgodnie z wytycznymi Górskiego dowodził polskim zespołem – w istocie również była to drużyna młodzieżowa – w meczu kategorii A z Kanadą (2:0). W lutym 1975, wobec choroby Górskiego, pojechał z kadrą narodową jako głównodowodzący na cykl meczów sparingowych z zespołami klubowymi w Grecji, Jugosławii, RFN i Szwajcarii.
Po raz kolejny asystentem selekcjonera, tym razem Jacka Gmocha, był w latach 1977–1978, uczestnicząc w tej roli w mistrzostwach świata, z których polski zespół odpadł w drugiej rundzie. Po odejściu Gmocha jesienią 1978 był wymieniany przez media jako jeden z kandydatów do zastąpienia go na stanowisku selekcjonera. Władze piłkarskie wybrały jednak Ryszarda Kuleszę. Łącznie w latach 1966–1978 Strejlau znalazł się w sztabie reprezentacji A w roli asystenta w 36 oficjalnych spotkaniach.
W maju 1975 poprowadził w Urugwaju prestiżowy kurs trenerski dla najlepszych szkoleniowców z Ameryki Południowej. Na przestrzeni lat wygłosił wiele prelekcji i wykładów szkoleniowych w różnych częściach świata.

### Legia Warszawa i Zagłębie Sosnowiec
W 1975 został trenerem Legii Warszawa. W kontrakcie znalazł się jednak zapis stanowiący, że musi stawić się przy kadrze narodowej na każde wezwanie jej selekcjonera. W latach 1976–1979 warszawski zespół zajmował w rozgrywkach ligowych kolejno ósme, ósme, piąte i szóste miejsce w tabeli. Z rozgrywek Pucharu Polski odpadał natomiast w 1/8, półfinale (porażka 1:2 z Polonią Bytom), półfinale (1:1 i 3–5 w karnych z Zagłębiem Sosnowiec) i ponownie w 1/8. W 1977, rywalizując w Pucharze Intertoto ze Slavią Praga, BSC Young Boys oraz Landskrona BoIS, Legia zajęła w fazie grupowej druga pozycję. Z kolei w rozgrywanym w tym samym roku Pucharze Ligi legioniści zajęli w swojej grupie ostatnią lokatę. Strejlau pracował przy ul. Łazienkowskiej cztery pełne sezony. W całej historii klubu dłuższy jednorazowy staż miał tylko Wacław Kuchar.
Pod koniec 1979 został trenerem Zagłębia Sosnowiec, któremu groził spadek do II ligi. Zastąpił wówczas Józefa Gałeczkę, który zmuszony był przejść operację. Zespół zakończył zmagania sezonu 1979/80 na dwunastym miejscu w szesnastozespołowej tabeli i utrzymał się w elicie. Strejlau prowadził też Zagłębie w rundzie jesiennej sezonu 1980/81 (całe rozgrywki ukończyło ono na ostatnim bezpiecznym, czternastym miejscu).

### Fram
W połowie 1981 PZPN otrzymał z Islandii propozycję pracy dla jednego z polskich trenerów. Przyjął ją Strejlau i kilka miesięcy później podpisał umowę z wicemistrzem i finalistą krajowego pucharu Knattspyrnufélagið Fram. Obowiązki trenera podjął w lutym 1982. Sezon ligowy 1982 Fram ukończył na dziewiątym, przedostatnim miejscu (z trzema punktami straty do czwartej lokaty) i spadł do drugiej ligi. Udział w Pucharze UEFA Islandczycy zakończyli na pierwszej rundzie (0:3 i 0:4 z Shamrock Rovers). W sezonie 1983 Fram zwyciężył w rozgrywkach zaplecza i z pierwszej pozycji w tabeli wrócił do ekstraklasy. Polak szkolił jednocześnie drużynę seniorską (która wygrała dodatkowo turniej o mistrzostwo Reykjavíku) oraz zespół juniorów, z którym zdobył puchar i mistrzostwo kraju. Strejlau całkowicie zmienił organizację i system treningów w klubie na dotychczas nieznany na Islandii. Zmiany te mocno przyczyniły się do sukcesów klubu w okresie lat 1985–1990, gdy Fram zdobył trzy tytuły mistrza i trzy puchary kraju. Strejlau okazjonalnie pomagał też Bogdanowi Kowalczykowi podczas treningów prowadzonej przez niego drużyny szczypiornistów mistrza Islandii, Knattspyrnufélagið Víkingur. Przed powrotem do Polski był namawiany do przenosin i pracy trenerskiej w Niemczech Zachodnich.

### Larisa
Jeszcze w 1979 Strejlau otrzymał ofertę pracy z Grecji, jednak PZPN nie wyraził zgody na wyjazd. Zaproponował wtedy by w jego miejsce pojechał Gmoch, który skorzystał z okazji i został szkoleniowcem PAS Janina. W połowie 1984 Strejlau przejął grecki zespół AE Larisa, który w ciągu dwóch sezonów poprowadził w 56 meczach ligowych, zajmując w tabeli szóste i ósme miejsce. W czerwcu 1985 Larisa zdobyła pierwsze trofeum w historii klubu – Puchar Grecji. W finale pokonała mistrza kraju, PAOK FC 4:1. W kolejnej edycji rozgrywek drużyna odpadła w pierwszej rundzie. W Pucharze Zdobywców Pucharów 1984/85 Larisa osiągnęła ćwierćfinał, eliminując Siófoki Bányász (1:1 i 2:0), Servette FC (2:1 i 1:0) i odpadając z Dinamem Moskwa (0:0 i 0:1). Rok później, w edycji 1985/86 Grecy zostali wyeliminowani w pierwszej rundzie przez UC Sampdoria (1:1 i 0:1). W następstwie sukcesów Strejlauowi zostało przyznane honorowe obywatelstwo miasta Larisy.
Po jednym ze spotkań, które Larisa przegrała z Panathinaikosem AO 1:2 (w którym – zdaniem polskiego trenera – sędzia wyraźnie sprzyjał ateńczykom) i krytycznych pomeczowych wypowiedziach Strejlaua, w Grecji wprowadzono obowiązkowe pomeczowe konferencje prasowe dla trenerów.

### Powrót do Legii Warszawa
Po powrocie z Grecji w 1986 został dyrektorem sportowym Legii Warszawa. Pracował na tym stanowisku ponad rok, a po odejściu Jerzego Engela i krótkim okresie pracy Lucjana Brychczego jako pierwszego trenera, Strejlau po raz drugi w karierze przejął obowiązki głównego szkoleniowca w tym klubie. Rozgrywki ligowe sezonu 1987/88 wojskowi ukończyli na trzecim miejscu, a w Pucharze Polski osiągnęli półfinał, przegrywając w finale z Lechem Poznań (1:1 i 2–3 w karnych). W następnym sezonie legioniści zajęli w lidze czwarte miejsce oraz zdobyli Puchar Polski, po wygranej w finale z Jagiellonią Białystok (5:2). Z Pucharu UEFA odpadli w pierwszej rundzie (1:3 i 3:7 z Bayernem Monachium). Trener odszedł z Legii po nominacji na selekcjonera reprezentacji Polski. Jest rekordzistą warszawskiego klubu – poprowadził ją w największej w historii liczbie spotkań ligowych (164). Do 2013 był też najlepszy pod względem liczby oficjalnych meczów we wszystkich rozgrywkach (199); o pięć gier wyprzedził go wówczas Jan Urban.

### Selekcjoner
Strejlau 26 czerwca 1989 został selekcjonerem reprezentacji Polski, zmieniając Wojciecha Łazarka. Drugim kandydatem na to stanowisko był Leszek Jezierski, a o wyborze Strejlaua miał zdecydować głos Zygmunta Lenkiewicza, członka Komitetu Wykonawczego PZPN. Reakcją na porażkę trenera ŁKS Łódź było złożenie przez niego rezygnacji ze stanowiska szefa Rady Trenerów i członkostwa w tejże.
W maju 1990 polski zespół brał udział w towarzyskim turnieju Marlboro Cup, w którym po porażce z Kolumbią (1:2) i zwycięstwie z Kostaryką (2:0) zajął trzecie miejsce.
Zespół pod wodzą Strejlaua dokończył nieudane eliminacje mistrzostw świata 1990 (Polacy zajęli w grupie trzecie miejsce, za Szwecją i Anglią, które uzyskały promocję), porażką kończyła się także walka o awans do mistrzostw Europy 1992 (awansowali Anglicy, biało-czerwonych wyprzedziła w tabeli również Irlandia) i mistrzostw świata 1994 (na mundial dostały się Norwegia i Holandia, polską reprezentację ubiegła również Anglia). Trener zrezygnował ze stanowiska 22 września 1993 po porażce w eliminacyjnym meczu z Norwegią (0:1), co zapowiadał – w przypadku niepowodzenia – przed grą, m.in. z powodu konieczności poddania się długo odwlekanej operacji. Strejlau prowadził biało-czerwonych w 54 spotkaniach, z czego Polska 18 wygrała, 22 zremisowała, a 14 przegrała (bramki 62–62). W czasie całej swojej kariery, licząc od 1966 pracował w sztabie drużyny narodowej A w 93 spotkaniach (częściej członkami sztabu byli tylko Hubert Małowiejski i Bernard Blaut).
W połowie lat 90. XX wieku prezydent Atlético Madryt Jesús Gil rozważał zatrudnienie Strejlaua na stanowisku trenera tej drużyny.

#### Rywalizacja z Jackiem Gmochem
Gmoch i Strejlau uważani byli za innowatorów i czołowych polskich specjalistów swoich czasów od szkolenia piłkarskiego. Ich wzajemna niechęć sięga pierwszej połowy lat 70. XX wieku, kiedy pracowali jako asystenci selekcjonera reprezentacji Polski Kazimierza Górskiego i już wtedy zachowania Gmocha wskazywały na jego uraz do Strejlaua. Rywalizowali ze sobą również w kolejnych latach, m.in. podczas pracy w lidze greckiej.
Punktem kulminacyjnym sporu był wywiad udzielony przez Gmocha w 2010 Przeglądowi Sportowemu, w którym umniejszył on rolę Górskiego i Strejlaua w międzynarodowych osiągnięciach biało-czerwonych w latach 70. i przypisał sobie stworzenie koncepcji rozwoju polskiej piłki, której efektem miały być wszystkie sukcesy drużyny narodowej w latach 1972–1986. Stwierdził ponadto, że Górski nadużywał alkoholu, a Strejlau był tylko fasadą. Strejlau uznał wypowiedź za skandaliczną, w jego i Górskiego obronie stanęli byli reprezentanci kraju, którzy wystosowali list otwarty prostujący tezy Gmocha (podpisali go Władysław Żmuda, Andrzej Szarmach, Jan Tomaszewski, Włodzimierz Lubański, Antoni Szymanowski, Lesław Ćmikiewicz, Marek Kusto, Kazimierz Kmiecik, Jerzy Kraska i Jan Domarski). Obaj trenerzy sugerowali sobie również wzajemnie niejasne powiązania ze służbami specjalnymi; Gmoch domagał się od rywala oświadczenia lustracyjnego, posądzając go o współudział w jego prześladowaniach, utrudnianiu mu życia i zakazu powrotu z Grecji do ojczystego kraju; Strejlau kontrował zaś, że Gmoch „jest ostatnim, który powinien mówić o służbach” i sam powinien zrobić rachunek sumienia.
W 2018 Strejlau w wywiadzie z Pawłem Wilkowiczem powiedział, że nigdy nie poda ręki Gmochowi.

### Zagłębie Lubin
Od 24 października 1995 do 15 czerwca 1996 Strejlau był trenerem Zagłębia Lubin. W jego debiucie miedziowi przegrali w 1/16 finału Pucharu Polski z Wartą Poznań 1:2, odpadając z rozgrywek. Do końca sezonu ligowego Zagłębie rozegrało 21 spotkań mistrzowskich, z czego siedem wygrało, siedem zremisowało i siedem przegrało (w bramkach 20–23) i zajęło w osiemnastozespołowej lidze dziesiąte miejsce. Wobec podejrzeń o ustawianie spotkań przez klub, trener poszedł na zwolnienie lekarskie, przebywając na nim do zakończenia kontraktu.

### Wyjazd do Chin
Na początku 1997 prowadził w Chinach wykłady dla trenerów reprezentacji. Chińczycy zaproponowali mu współpracę polegającą na doradzaniu i nadzorowaniu treningów w Szanghaju. Polak zajmował się reprezentacją tego miasta do lat 21, przygotowującą się do Igrzysk Ogólnochińskich. 17 lipca 1997 został szkoleniowcem pierwszoligowego seniorskiego zespołu Shenhua FC, zastępując Jordana Stojkowa (stało się to zaraz po tym jak młodzieżowcy Strejlaua pokonali prowadzony przez Bułgara zespół Shenhua 2:1) i zostając pierwszym polskim trenerem piłkarskim pracującym w Chinach. W debiucie jego zespół przegrał z Beijing Guo’an 1:9. Było to najwyższe zwycięstwo Guo’an i najwyższa porażka Shenhua w historii. Szanghajczycy przegrali też dwa kolejne mecze po 0:1, po czym do końca sezonu nie przegrali ani razu, odnosząc osiem zwycięstw i dwukrotnie remisując. W ostatniej kolejce pokonali mistrza Chin Dalian Wanda 4:2. Shenhua zajęło w dwunastozespołowej tabeli drugie miejsce i zdobyło tytuł wicemistrza kraju. Na koniec roku zespół przegrał spotkanie finałowe Pucharu Chin z Guo’an 1:2.
Strejlau prowadził zespół także w rundzie wiosennej sezonu 1998, aż do końca kontraktu, który wygasł w połowie roku. Zastąpił go wtedy Brazylijczyk Muricy Ramalho. Shenhua po raz kolejny zdobyło w tamtych rozgrywkach tytuł wicemistrzowski.
W 2006 Strejlau otrzymał propozycję poprowadzenia reprezentacji Chin, lecz odmówił. Wcześniej odrzucił również ofertę prowadzenia Widzewa Łódź; trenerem łodzian został wówczas Franciszek Smuda.
Z powodu przypisywanego mu uzależnienia od futbolu, a także nałogowego palenia papierosów, w środowisku piłkarskim bywał nazywany Narkomanem, a także Narko.

## Kariera działacza

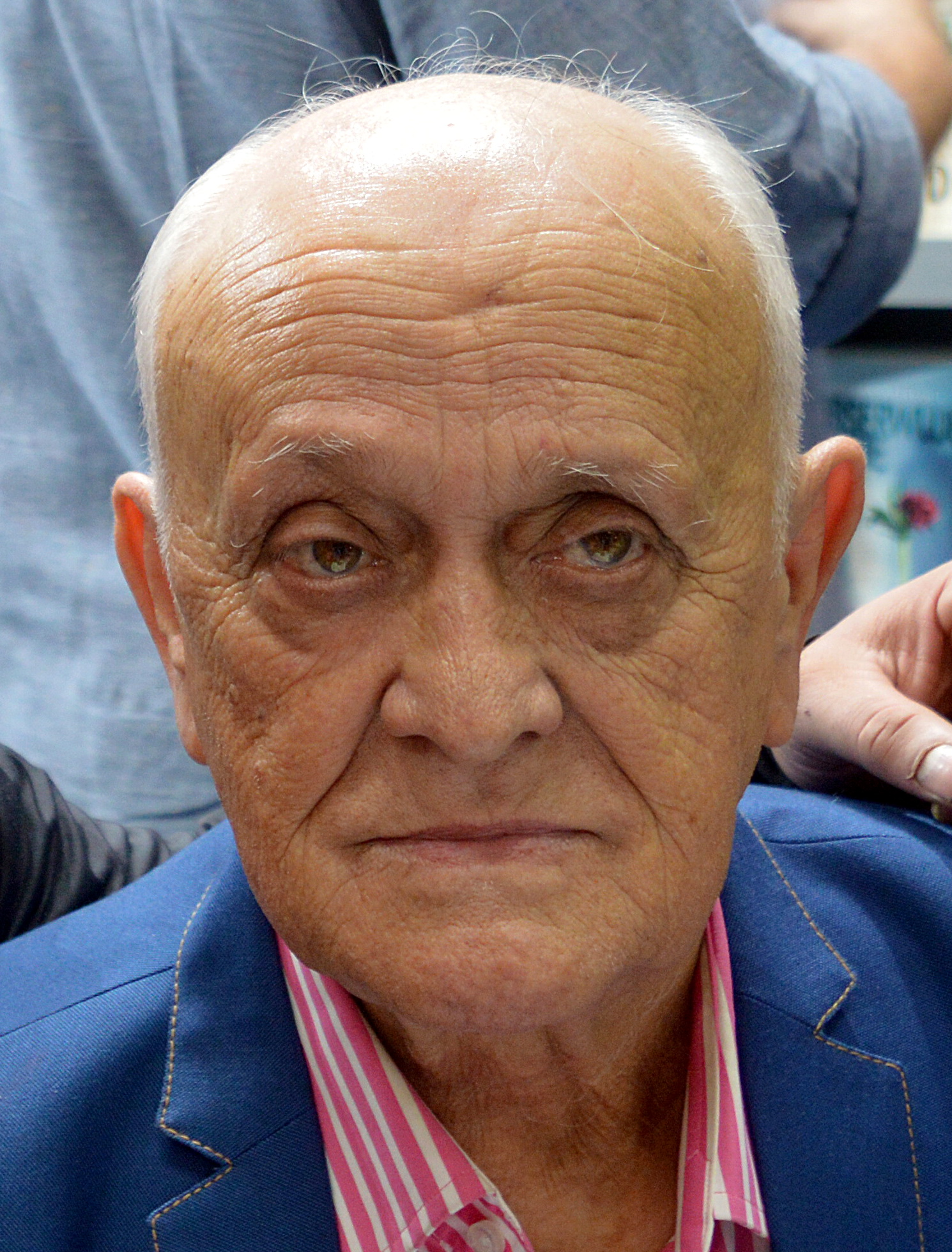
Andrzej Strejlau (2018)

Strejlau przez wiele lat pracował w Wydziale Szkolenia Polskiego Związku Piłki Nożnej, dwukrotnie piastując stanowisko szefa szkolenia polskiej federacji (1981 i 1986–1987). W latach 1986–1987 był jednocześnie koordynatorem reprezentacji olimpijskiej. W 1999 został dyrektorem sportowym PZPN.
W 2001 przez sześć miesięcy był wiceprezesem i dyrektorem ds. sportowych Orlenu Płock. Z kolei w latach 2003–2009 był prezesem Hutnika Warszawa. W okresie jego rządów klub popadł w duże zadłużenie, w wyniku czego następca Strejlaua, Maciej Purchała złożył doniesienie do prokuratury. Na jaw wyszły też problemy z zaginioną dokumentacją finansową.
Po wybuchu afery korupcyjnej w polskiej piłce, z powodu której prokuratura zatrzymała kilkaset osób, od 30 czerwca 2005 do 31 grudnia 2006 Strejlau pracował jako przewodniczący Kolegium Sędziów PZPN, razem z Leszkiem Saksem zajmując się obsadzaniem sędziów i obserwatorów na mecze ligowe. Nadzorował ponadto szkolenie arbitrów. Wspólnie z Rafałem Rostkowskim rozpoczął proces tworzenia w Polsce grupy sędziów zawodowych (pierwszymi zostali Grzegorz Gilewski, Rostkowski i Maciej Wierzbowski). Współpracował ściśle z prokuraturą w zakresie korupcji wśród sędziów, do której cały czas dochodziło również podczas jego szefowania w kolegium, gdy – jak twierdził – był oszukiwany nawet przez najbliższych współpracowników. Jeden z pomorskich działaczy na zadane podczas przesłuchania pytanie o uczciwych w polskiej piłce odparł, że nie zna nikogo poza Strejlauem.
W latach 2008–2009 pełnił funkcję rzecznika prasowego PZPN. Przez pewien czas zajmował też stanowisko prezesa Stowarzyszenia Trenerów Piłki Nożnej.
W marcu 2017 został przewodniczącym Klubu Seniora PZPN, zastępując zmarłego w poprzednim roku Henryka Loskę. Za cel klubu obrał integrację środowiska i pomoc doradczą dla młodszych działaczy.
W grudniu 1999 za wybitne zasługi w działalności w Polskim Związku Piłki Nożnej został odznaczony Krzyżem Oficerskim Orderu Odrodzenia Polski. W 2001 został członkiem honorowym PZPN, a w 2018 przyznano mu Diamentową Odznakę Honorową federacji.

## Działalność społeczna

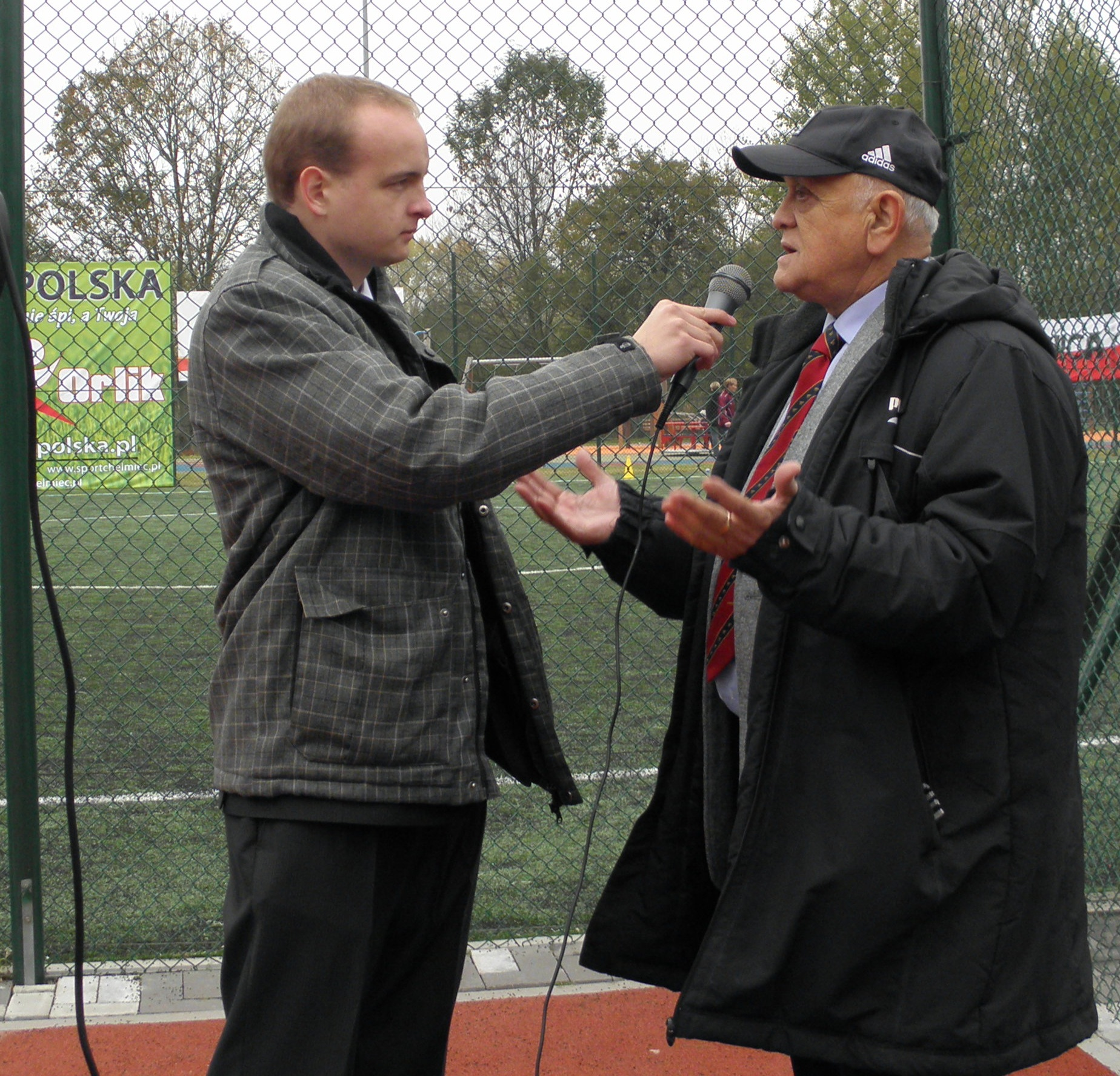
Andrzej Strejlau udziela wywiadu Kamilowi Zyzakowi podczas finałów „Orlik Polska +16" (2011)

Oprócz drużyn zawodowych prowadził też w ramach piłkarskich spotkań towarzyskich i charytatywnych m.in. Reprezentację Artystów Polskich, reprezentacje dziennikarzy, dziennikarzy sportowych czy policjantów. Jest członkiem kapituły dziecięcego Turnieju „Gramy o Złotą Piłkę” im. Aleksandra Zaranka. W 2023 był trenerem zespołu Decathlonu w pokazowym meczu z drużyną Kanału Sportowego.
W 2004 bez powodzenia kandydował w wyborach do Parlamentu Europejskiego z listy centroprawicowego Narodowego Komitetu Wyborczego Wyborców Macieja Płażyńskiego.
Był członkiem zarządu Europejskiego Klubu Biznesu Polska.
W 2014 został laureatem Nagrody m.st. Warszawy, a w 2015 odebrał Medal za Zasługi dla Policji. W 2019 m.in. za zaangażowanie i wkład pracy włożony w propagowanie sportu został uhonorowany przez NSZZ Policjantów Krzyżem Niepodległości I Klasy z Gwiazdą.
Pełni rolę eksperta rady dzielnicy Bielany. 7 września 2018 został wybrany na trzyletnią kadencję do Rady Seniorów tej dzielnicy, zostając jej rzecznikiem prasowym, w 2022 wszedł w skład rady na kolejną kadencję.
W 2019 został ambasadorem XX edycji turnieju Z podwórka na Stadion o Puchar Tymbarku.

## Działalność medialna
Doradzał reżyserowi Januszowi Zaorskiemu przy tworzeniu scenariusza do filmu Piłkarski poker (1988). Po latach próbował doprowadzić do nakręcenia drugiej części filmu. Ma za sobą też kilka innych epizodów filmowych: zagrał działacza sportowego w Poranku kojota (2001), samego siebie w jednym z odcinków serialu Usta usta (2010) oraz użyczył głosu komentatora w etiudzie A.D. 2019 (2019). Wystąpił też w obrazach dokumentalnych Deyna (2003) i Mistrz Kici (2014).
Wraz z Hanką Bielicką poprowadził jeden z programów sylwestrowych w telewizji Polsat. W 2010 wziął udział w kampanii reklamowej nowego Stadionu Wojska Polskiego pod hasłem Nowy stadion Legii. O takim marzyłeś. W materiale promującym obiekt zjada truskawkę masowany po głowie przez damskie dłonie.
W 2012 gościł na spotkaniu z cyklu Akademii Sztuk Przepięknych na 18. festiwalu Przystanek Woodstock w Kostrzynie nad Odrą.
Od września 2015 komentuje sportowe wydarzenia również na Twitterze, gdzie obserwuje go ponad 74 tys. osób. W 2017 wystąpił jako gość specjalny w trzecim odcinku programu telewizji Polsat The Brain. Genialny umysł. W lutym 2019 podczas plebiscytowej gali Piłki Nożnej otrzymał przyznaną przez WP Sportowe Fakty nagrodę dla Osobowości Roku 2018 w Social Mediach. 19 lutego 2020 został ambasadorem firmy TUZ Ubezpieczenia.
Przez wiele lat jako komentator wydarzeń boiskowych oraz ekspert w studiu meczowym współpracował ze stacjami telewizyjnymi podczas transmisji spotkań piłkarskich m.in. reprezentacji Polski, Ekstraklasy i Ligi Mistrzów. Pierwsze spotkania komentował na antenie Telewizji Polskiej podczas Euro 1992 w Szwecji. W kolejnych latach, oprócz TVP pojawiał się w Canal+ i Polsacie Sport. Podczas Mistrzostw Świata 2018 w Rosji był ekspertem i komentatorem wybranych meczów w Telewizji Polskiej. Później na stałe związał się z Eurosportem, skąd w maju 2019 przeniósł się do TVP Sport. W 2021 relacjonował ze stadionów dla Telewizji Polskiej Mistrzostwa Europy 2020, po których zakończył karierę komentatora sportowego.
Od marca 2020 jest felietonistą internetowego serwisu sport.tvp.pl. W 2020 wraz z Michałem Polem prowadził program ''Piłka Nocna'' transmitowany na żywo w Kanale Sportowym, w serwisie internetowym YouTube. Gości również w programach o podobnym formacie w serwisie Meczyki.pl.

## Publikacje
W 1994 ukazała się napisana wspólnie z Andrzejem Personem w formie wywiadu-rzeki książka Autobiografia: Andrzej Strejlau. Z kolei w listopadzie 2018 wydano w podobnej formule, lecz obszerniejszą treściowo, napisaną z Jerzym Chromikiem książkę On, Strejlau, która w głosowaniu czytelników znalazła się na podium plebiscytu Sportowa Książka Roku 2018. Strejlau i Chromik odbyli trasę autorską promującą książkę, a ich liczne spotkania z czytelnikami cieszyły się dużą popularnością.

## Życie prywatne
W czasie studiów zdiagnozowano u niego chorobę Scheuermanna. Mimo zakazu lekarzy (szczególnie uderzania piłki głową) i groźby paraliżu uprawiał czynnie sport jeszcze przez kilka lat.
Podczas studiów na warszawskiej AWF, ukończył studium wojskowe oraz kurs oficerski, uzyskując stopień podporucznika rezerwy Wojska Polskiego.
Podczas gry w Gwardii Warszawa w 1964 był przez rok fikcyjnie zatrudniony w sekcji 1 wydziału 5 Biura Ochrony Rządu bez stopnia służbowego, jako specjalista samochodowy, choć nie posiadał wtedy prawa jazdy. Reperkusją tego zatrudnienia było umieszczenie po latach jego nazwiska na tzw. liście Wildsteina.
Szwagier Ignacego Ordona. Żonaty z Marią, z domu Złomańczuk (ślub cywilny w 1964, kościelny w 1965), również absolwentką warszawskiej AWF, którą poznał na uczelni, na której był wówczas wykładowcą. Mają dwóch synów: Piotra i Tomasza, absolwentów AWF, trenerów piłkarskich związanych z Legią Warszawa. Doczekali się wnucząt, w tym wnuka Tymona (ur. 2016). Piotr pracował w tym klubie w dziale marketingu, jako rzecznik (1998–2004), współtrener zespołu Młodej Ekstraklasy (2008–2010) i kierownik pierwszej drużyny (2010–2013), był też jednym z pomysłodawców akademii dla dzieci. Od 2013 związany jest w różnych rolach z klubem Wicher Kobyłka. Z kolei Tomasz był w sztabie trenera Dariusza Wdowczyka w Legii (2005–2007) i Polonii Warszawa (2007–2008), szkolił też juniorskie zespoły Hutnika, rezerwy Legii, pomagał Dariuszowi Dziekanowskiemu przy juniorskiej reprezentacji Polski. Samodzielnie prowadził krótko Hutnika (2001) i Polonię (2008).
W 1989 Andrzej Strejlau przeżył wypadek samochodowy pod Szczebrzeszynem. W późniejszym czasie miał kolejny taki wypadek, tym razem podróżując z Michałem Listkiewiczem na trasie Gdańsk–Łódź. Przeszedł rekonstrukcję stawu biodrowego. Cierpi na cukrzycę. Do 2006 był nałogowym palaczem, kamerom telewizyjnym zdarzało się sfilmować go z papierosem nawet na ławce trenerskiej podczas meczów. W 2014 wraz z żoną otrzymał Medal za Długoletnie Pożycie Małżeńskie.

## Statystyki

### Zawodnik
| Klub               | Sezon              | Liga               | Liga  | Liga   | Inne  | Inne   | Suma  | Suma   |
| Klub               | Sezon              | Liga               | Mecze | Bramki | Mecze | Bramki | Mecze | Bramki |
| ------------------ | ------------------ | ------------------ | ----- | ------ | ----- | ------ | ----- | ------ |
| Gwardia Warszawa   | 1963/1964          | I liga             | 2     | 0      | –     | –      | 2     | 0      |
| Gwardia Warszawa   | 1964/1965          | I liga             | 0     | 0      | 0     | 0      | 0     | 0      |
| Ogólnie w karierze | Ogólnie w karierze | Ogólnie w karierze | 2     | 0      | 0     | 0      | 2     | 0      |

### Trener
| Klub                | Od                   | Do                   | Ogółem | Ogółem | Ogółem | Ogółem | Ogółem |
| Klub                | Od                   | Do                   | M      | Z      | R      | P      | Zwy %  |
| ------------------- | -------------------- | -------------------- | ------ | ------ | ------ | ------ | ------ |
| Polska (zastępstwo) | 13 kwietnia 1974     | 15 kwietnia 1974     | 2      | 1      | 0      | 1      | 50%    |
| Polska (zastępstwo) | 31 października 1974 | 31 października 1974 | 1      | 1      | 0      | 0      | 100%   |
| Legia Warszawa      | 1 lipca 1975         | 30 czerwca 1979      | 141    | 56     | 38     | 47     | 39,72% |
| Legia Warszawa      | 1 grudnia 1987       | 30 czerwca 1989      | 58     | 31     | 14     | 13     | 53,45% |
| Polska              | 26 czerwca 1989      | 22 września 1993     | 54     | 18     | 22     | 14     | 33,33% |
| Zagłębie Lubin      | 24 października 1995 | 15 czerwca 1996      | 22     | 7      | 7      | 8      | 31,82% |
| Shenhua FC          | 17 lipca 1997        | 30 czerwca 1998      | 31     | 15     | 10     | 6      | 48,39% |
| Łącznie             | Łącznie              | Łącznie              | 309    | 129    | 91     | 89     | 41,75% |

## Sukcesy
Hutnik Warszawa
- Klasa A, grupa II Mistrzostwo i awans do klasy okręgowej: 1965

AZS-AWF Warszawa
- Liga okręgowa, grupa warszawska Mistrzostwo i awans do III ligi: 1967

Reprezentacja Polski U23
- Mistrzostwa Europy U23 (nieoficjalne) Półfinał: 1972–1974

Knattspyrnufélagið Fram
- 2. deild Mistrzostwo i awans do 1. deild: 1983
- Mistrzostwo Reykjavíku(inne języki): 1983
- Mistrzostwo Islandii juniorów
- Puchar Islandii juniorów

AE Larisa
- Puchar Zdobywców Pucharów Ćwierćfinał: 1984/1985
- Puchar Grecji Zwycięstwo: 1984/1985

Legia Warszawa
- Ekstraklasa Trzecie miejsce: 1987/1988[e]
- Puchar Polski Zwycięstwo: 1988/1989
- Puchar Polski Finał: 1987/1988[f]

Reprezentacja Polski
- Marlboro Cup(inne języki) Trzecie miejsce: 1990

Shenhua FC
- Jia-A League(inne języki) Wicemistrzostwo: 1997[g], 1998[h]
- Puchar Chin Finał: 1997[i]

## Odznaczenia i nagrody
- Krzyż Oficerski Orderu Odrodzenia Polski (1999)
- Medal Za Zasługi dla Policji (2015)
- Medal Za Długoletnie Pożycie Małżeńskie (2014)
- Krzyż Niepodległości I Klasy z Gwiazdą (NSZZ Policjantów) (2019)[91]
- Nagroda Miasta Stołecznego Warszawy (2014)
- Diamentowa Odznaka Honorowa Polskiego Związku Piłki Nożnej (2018)
- Osobowość Roku 2018 w Social Mediach w plebiscycie Piłki Nożnej (2019)